# Шубьонка
Шубьо́нка (рос. Шубёнка) — село у складі Зонального району Алтайського краю, Росія. Адміністративний центр Шубьонської сільської ради.

## Населення
Населення — 1149 осіб (2010; 1157 у 2002).
Національний склад (станом на 2002 рік):
- росіяни — 90 %